# Demócratas del sur
Los demócratas del sur son miembros del Partido Demócrata que residen en los estados del sur de los Estados Unidos
En el siglo XIX, los demócratas del sur eran personas en el sur quiénes creían en la democracia jacksoniana. En el siglo XIX, defendieron la esclavitud en los Estados Unidos, y promovieron su expansión al oeste contra la oposición del Partido del Suelo Libre del norte. La elección presidencial de 1860 formalizó la ruptura en el Partido Demócrata y provocó guerra civil estadounidense. Stephen Douglas era el candidato para el Partido Demócrata Del norte, y John C. Breckinridge representó el Partido Demócrata Del sur. Abraham Lincoln, que se oponía a la esclavitud, era el candidato de Partido Republicano. Después de que finalizara la reconstrucción a fines de1870, los llamados redentores controlaron todos los estados del sur y privaron de sus derechos a los negros. El "Sur Sólido" dio casi todos sus votos electorales a los demócratas en elecciones presidenciales. Los republicanos raramente estuvieron elegidos para un cargo fuera de algunos distritos montañosos del Appalachian y algunos condados de Texas en gran medida germano-estadounidenses.
El monopolio que el Partido Demócrata tenía sobre la mayor parte del sur mostró por primera vez grandes signos de ruptura en 1948, cuándo muchos demócratas blancos del sur, molestos por las políticas de desegregación promulgadas durante la administración de Presidente Demócrata Harry Truman, crearon el Partido Demócrata de los Derechos de los Estados. Este nuevo partido, comúnmente conocido como los "Dixiecrats", nominó al Gobernador de Carolina del Sur, Strom Thurmond, para Presidente. Los Dixiecrats ganaron la mayor parte del Sur profundo, donde Truman no estaba en la boleta. El nuevo partido colapsó después de las elecciones, mientras que Thurmond se convirtió en Republicano en la década de 1960.
El presidente Lyndon B. Johnson, aunque era un demócrata del sur, firmó la Ley de Derechos Civiles de 1964 y la Ley de Derechos Civiles de 1965. Esto provocó una fuerte tanto de los demócratas Del sur como de los Republicanos Del sur. Después de la aprobación de la legislación de derechos civiles, muchos sureños blancos se pasaron al Partido Republicano a nivel nacional. Muchos estudiosos han dicho que los blancos del sur se pasaron al Partido Republicano debido al conservadurismo racial. Muchos continuaron votando por los demócratas a nivel estatal y local, especialmente antes de la Revolución Republicana de 1994.
Entre 2000 y 2010, los republicanos obtuvieron una ventaja sólida sobre los demócratas en la mayoría de los estados del sur. En 2016, el candidato republicano Donald Trump ganó la mayoría de los votos en el condado de Elliott, Kentucky, la primera vez que votó por un candidato presidencial republicano. En 2020, el demócrata Joe Biden ganó Georgia, la primera vez desde 1992 que Georgia votó para un candidato presidencial demócrata. Entre los demócratas sureños conocidos de hoy en día se incluyen gobernador de Kentucky, Andy Beshear, el gobernador de Luisiana, John Bell Edwards, el gobernador de Carolina del Norte, Roy Cooper, el gobernador de Virginia, Ralph Northam, los senadores estadounidenses. de Virginia Mark Warner y Tim Kaine, los senadores estadounidenses Raphael Warnock y Jon Ossoff de Georgia, y el senador estadounidense de Virginia Occidental Joe Manchin.

## Historia

### 1828-1861
El título de "Demócrata" tiene sus inicios en el Sur, remontándose a la fundación del Partido Demócrata-Republicano en 1793 por Thomas Jefferson y James Madison. Se aferró a los principios del gobierno pequeño y desconfió del gobierno nacional. La política exterior fue un tema importante. Después de ser el partido dominante en la política estadounidense de 1800 a 1829, los demócratas-republicanos se dividieron en dos facciones en 1828: los federalistas republicanos nacionales y los demócratas. Los demócratas y los whigs estaban equilibrados en las décadas de 1830 y 1840. Sin embargo, en la década de 1850, los Whigs se desintegraron. Surgieron otros partidos de oposición, pero los demócratas fueron dominantes. Los demócratas del norte se oponían seriamente a los demócratas del sur en el tema de la esclavitud; los demócratas del norte, encabezados por Stephen Douglas, creían en la soberanía popular: dejar que la gente de los territorios votara sobre la esclavitud. Los demócratas del sur (conocidos como "Dixiecrats"), reflejando las opiniones del difunto John C. Calhoun, insistieron en que la esclavitud era nacional.
Los demócratas controlaron el gobierno nacional desde 1852 hasta 1860, y los presidentes Pierce y Buchanan eran amistosos con los intereses del sur. En el norte, el recién formado Partido Republicano contra la esclavitud llegó al poder y dominó el colegio electoral. En las elecciones presidenciales de 1860, los republicanos nominaron a Abraham Lincoln, pero la división entre los demócratas llevó a la nominación de dos candidatos: John C. Breckinridge de Kentucky, representó a los demócratas del sur y Stephen A. Douglas de Illinois representó a los demócratas del norte. Sin embargo, los republicanos obtuvieron la mayoría de los votos electorales independientemente de cómo la oposición se dividió o se unió y Abraham Lincoln fue elegido.

### 1861-1933

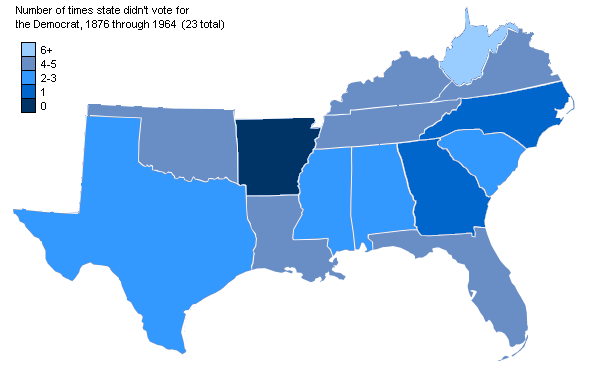
Arkansas votó a los demócratas en las 23.° elecciones presidenciales entre 1876 y 1964; otros estados no fueron tan sólidos, pero en general apoyaron a los demócratas para presidente.

Después de la elección de Abraham Lincoln, los demócratas del sur encabezaron el cargo de separarse de la Unión y establecer los Estados Confederados. El Congreso de los Estados Unidos estaba dominado por republicanos, a excepción de Andrew Johnson de Tennessee, el único senador de un estado en rebelión que rechazó la secesión. Los estados fronterizos de Kentucky, Maryland y Misuri se vieron desgarrados por la agitación política. Kentucky y Misuri fueron gobernados por gobernadores demócratas del sur pro secesionistas que rechazaron con vehemencia el pedido de Lincoln de 75.000 soldados. Kentucky y Misuri celebraron convenciones de secesión, pero ninguno declaró oficialmente la secesión. Los demócratas del sur de Maryland se enfrentaron al gobernador unionista Thomas Holliday Hicks y al Ejército de la Unión. Armado con la suspensión del hábeas corpus y las tropas de la Unión, el gobernador Hicks pudo detener el movimiento de secesión de Maryland. Maryland fue el único estado al sur de la línea Mason-Dixon cuyo gobernador afirmó el pedido de Lincoln de 75.000 soldados.
Después de la secesión, el voto demócrata en el norte se dividió entre los demócratas de guerra y los demócratas por la paz o "cabezas de cobre". Los demócratas de Guerra votaron por Lincoln en las elecciones de 1864, y Lincoln tenía un Demócrata de Guerra, Andrew Johnson, en su boleta. En el sur, durante la Reconstrucción, el elemento republicano blanco, llamado "Scalawags" se hizo cada vez más pequeño a medida que más y más se unían a los demócratas. En el norte, la mayoría de los demócratas de guerra regresaron a los demócratas, y cuando golpeó el "Pánico de 1873", se culpó al Partido Republicano y los demócratas obtuvieron el control de la Cámara de Representantes en 1874. Los demócratas enfatizaron que desde Jefferson y Jackson habían sido el partido de los derechos de los estados, lo que sumó su atractivo en el Sur blanco.
A principios del siglo XX, los demócratas, liderados por el ala dominante del sur, tenían una fuerte representación en el Congreso. Ganaron ambas cámaras en 1912 y eligieron a Woodrow Wilson, un académico de Nueva Jersey con profundas raíces sureñas y una base sólida entre la clase media sureña. El Partido Republicano recuperó el Congreso en 1918.
Desde 1921 hasta 1930, los demócratas, a pesar del dominio universal en la mayor parte del sur, fueron relegados a un segundo lugar en la política nacional, sin controlar ninguna rama del gobierno federal. En 1928, varios estados del sur se entretuvieron con votar por los republicanos para apoyar a Herbert Hoover sobre Al Smith, pero el comportamiento duró poco ya que el desplome de la bolsa de valores de 1929 devolvió a los republicanos a la desgracia en todo el sur. A nivel nacional, los republicanos perdieron el Congreso en 1930 y la Casa Blanca en 1932 por enormes márgenes. En ese momento, también, la dirección del Partido Demócrata comenzó a cambiar un poco su tono sobre la política racial. Con la gran depresión apoderándose de la nación, y con las vidas de la mayoría de los estadounidenses trastornadas, el nuevo gobierno consideró necesaria la ayuda de los afroamericanos en la sociedad estadounidense.

### 1933-1980
Durante la década de 1930, cuando el New Deal comenzó a mover a los demócratas en su conjunto hacia la izquierda en la política económica, los demócratas del sur fueron mayoritariamente partidarios, aunque a fines de la década de 1930 había una facción conservadora creciente. Ambas facciones apoyaron la política exterior de Roosevelt. En 1948, la protección de la segregación llevó a los demócratas del sur profundo a rechazar a Truman y presentar una lista de terceros de Dixiecrats en las elecciones de 1948. Después de 1964, los demócratas del sur perdieron grandes batallas durante el Movimiento de Derechos Civiles. Las leyes federales acabaron con la segregación y las restricciones a los votantes negros.
Durante el Movimiento de Derechos Civiles, los demócratas en el sur inicialmente todavía votaron lealmente con su partido. Después de la firma de la Ley de Derechos Civiles de 1964, el viejo argumento de que todos los blancos tenían que mantenerse unidos para evitar la legislación de derechos civiles perdió su fuerza porque la legislación ya había sido aprobada. Cada vez más blancos comenzaron a votar por los republicanos, especialmente en los suburbios y en las ciudades en crecimiento. Los recién llegados del norte eran en su mayoría republicanos; ahora se unieron a los conservadores y los blancos sureños ricos, mientras que los blancos liberales y los blancos pobres, especialmente en las áreas rurales, permanecieron con el Partido Demócrata.
El programa New Deal de Franklin Delano Roosevelt (FDR) generalmente unió a las facciones del partido durante más de tres décadas, ya que los sureños, al igual que las poblaciones urbanas del norte, se vieron particularmente afectados y, en general, se beneficiaron del masivo programa de ayuda gubernamental. FDR era experto en mantener a los sureños blancos en la coalición mientras simultáneamente comenzaba la erosión de los votantes negros alejándolos de sus preferencias republicanas entonces características. El Movimiento de Derechos Civiles de la década de 1960 catalizó el fin de esta coalición de intereses del Partido Demócrata al atraer a los votantes negros a la etiqueta demócrata y, al mismo tiempo, poner fin al control blanco del aparato del Partido Demócrata. Una serie de decisiones judiciales, que convirtieron las elecciones primarias en eventos públicos en lugar de privados administrados por los partidos, esencialmente liberó a la región sur para cambiar más hacia el comportamiento bipartidista de la mayor parte del resto de la nación.
En las elecciones presidenciales de 1952 y 1956, el candidato republicano Dwight David Eisenhower, un popular general de la Segunda Guerra Mundial, ganó varios estados del sur, separando así a algunos sureños blancos de su patrón del Partido Demócrata. La aprobación de la Ley de Derechos Civiles de 1964 fue un evento significativo en la conversión del Sur Profundo al Partido Republicano; en ese año, la mayoría de los republicanos senatoriales apoyaron la ley (la mayoría de la oposición procedía de los demócratas del sur). Desde el final de la Guerra Civil hasta 1960, los demócratas tuvieron un sólido control sobre los estados del sur en las elecciones presidenciales, de ahí el término "Sur sólido" para describir la preferencia demócrata de los estados. Después de la aprobación de esta ley, sin embargo, su voluntad de apoyar a los republicanos a nivel presidencial aumentó de manera demostrable. El candidato republicano Goldwater, que había votado en contra de la Ley de Derechos Civiles, ganó muchos de los estados de "Sólido Sur" superaron al candidato demócrata Lyndon Johnson, él mismo un texano, y con muchos este apoyo republicano continuó y se filtró en la boleta electoral a los niveles del Congreso, el estado y, en última instancia, el local. Otro elemento legislativo importante fue la Ley de Derechos Electorales de 1965, que fue objeto de autorización previa por parte del Departamento de Justicia de EE. UU., que hizo cambios en la ley electoral en áreas donde la participación electoral de los afroamericanos fue más baja que la norma (la mayoría, pero no todas, estas áreas estaban en el sur); el efecto de la Ley de Derechos Electorales en las elecciones del sur fue profundo, incluido el subproducto de que algunos sureños blancos lo percibieron como una intromisión, mientras que los votantes negros lo apreciaron universalmente. El ayudante de Nixon, Kevin Phillips, dijo al New York Times en 1970 que los blancos "negrofóbicos" abandonarían a los demócratas si los republicanos hicieran cumplir la Ley de Derechos Electorales y los negros se registraran como demócratas. La tendencia hacia la aceptación de la identificación republicana entre los votantes blancos del sur fue reforzada en las siguientes dos elecciones por Richard Nixon.
Al denunciar la política de transporte forzoso que se utilizó para imponer la eliminación de la segregación escolar, Richard Nixon cortejó a los blancos del sur conservadores populistas con lo que se llama la Estrategia del Sur, aunque su redactor de discursos Jeffrey Hart afirmó que la retórica de su campaña era en realidad una "Estrategia del Estado Fronterizo" y acusó a la prensa de ser "muy vaga" cuando la llamaron "Estrategia del Sur". En el caso Swann v. Charlotte-Mecklenburg Board of Education de 1971 el poder del gobierno federal para hacer cumplir el transporte forzoso de autobuses se fortaleció cuando la Corte Suprema dictaminó que los tribunales federales tenían la discreción de incluir los autobuses como una herramienta de eliminación de la segregación para lograr el equilibrio racial. Algunos demócratas del sur se convirtieron en republicanos a nivel nacional, mientras permanecían con su antiguo partido en la política estatal y local durante los años setenta y ochenta. Varios prominentes demócratas conservadores cambió de partido para convertirse en republicanos, incluyendo Strom Thurmond, John Connally y Mills E. Godwin Jr. En 1974 ocurrió Milliken v. Bradley, sin embargo, en esta decisión, la capacidad de utilizar el transporte forzoso en autobús como táctica política se redujo considerablemente cuando la Corte Suprema de los Estados Unidos impuso una limitación importante a Swann y dictaminó que los estudiantes solo podían ser transportados en autobús a través de las líneas del distrito si existían pruebas de segregación de jure en varios distritos escolares.
En 1976, el exgobernador de Georgia Jimmy Carter ganó todos los estados del sur excepto Oklahoma y Virginia en su exitosa campaña para ganar la presidencia como demócrata. En 1980, el candidato presidencial republicano Ronald Reagan ganó todos los estados del sur excepto Georgia, aunque Alabama, Misisipi, Carolina del Sur, Carolina del Norte y Tennessee se decidieron por menos del 3%.

### 1980-2009
En 1980, el candidato presidencial republicano Ronald Reagan anunció que apoyaba los derechos de los estados. Lee Atwater, quien se desempeñó como estratega jefe de Reagan en los estados del sur, afirmó que en 1968, una gran mayoría de los blancos del sur habían aprendido a aceptar que los insultos raciales como "nigger" eran ofensivos y que mencionar "derechos de los estados" y razones porque su justificación se había convertido ahora en la mejor manera de atraer a los votantes blancos del sur. Tras el éxito de Reagan a nivel nacional, el Partido Republicano se movió bruscamente hacia la derecha, con la contracción del elemento republicano liberal Rockefeller que había enfatizado su apoyo a los derechos civiles.
El conservadurismo económico y cultural (especialmente con respecto al aborto y la oración escolar) se volvió más importante en el sur, con un gran elemento de derecha religiosa, como los bautistas del sur. El Sur se convirtió gradualmente en un terreno fértil para el Partido Republicano. Después del movimiento por los derechos civiles, el gran voto negro en el sur se mantuvo más o menos estable, pero favoreció abrumadoramente al Partido Demócrata. A pesar de que el Partido Demócrata del Sur llegó a depender cada vez más del apoyo de los votantes afroamericanos, los gobernantes demócratas blancos bien establecidos continuaron dominando en la mayoría de los estados del sur. A partir de 1964, aunque los estados del sur dividieron su apoyo entre los partidos en la mayoría de las elecciones presidenciales, los demócratas controlaron casi todas las legislaturas de los estados del sur hasta mediados de la década de 1990. No fue sino hasta 2011 que los republicanos capturaron la mayoría de las legislaturas estatales del sur, y desde entonces han continuado manteniendo el poder sobre la política del sur. En vísperas de la Revolución Republicana en 1994, los demócratas todavía tenían una ventaja de 2: 1 sobre los republicanos en los escaños del Congreso del sur.
Los republicanos primero dominaron las elecciones presidenciales en el sur, luego controlaron las elecciones para gobernador del sur y el Congreso de los Estados Unidos, luego tomaron el control de las elecciones a varias legislaturas estatales y llegaron a ser competitivos o incluso a controlar las oficinas locales en el sur. Los demócratas del sur de hoy que votan por el boleto demócrata son en su mayoría liberales urbanos. Los residentes rurales tienden a votar por el boleto republicano, aunque hay un número considerable de demócratas conservadores que cruzan las líneas partidistas y votan por los republicanos en las elecciones nacionales.
El Dr. Ralph Northam, demócrata y gobernador de Virginia, admitió que votó por George W. Bush en las elecciones presidenciales de 2000 y 2004. A pesar de esta admisión, Northam, un exsenador estatal que se ha desempeñado como vicegobernador de Virginia desde 2014, derrotó fácilmente al candidato más progresista, el ex congresista Tom Perriello, por un 55,9 por ciento contra un 44,1 por ciento para ganar la nominación demócrata.
Muchos de los representantes, senadores y votantes a los que se denominó demócratas de Reagan en la década de 1980 eran demócratas del sur conservadores. Una excepción ha sido Arkansas, cuya legislatura estatal ha continuado siendo mayoritariamente demócrata (sin embargo, habiendo dado sus votos electorales a los republicanos en las últimas tres elecciones presidenciales, excepto en 1992 y 1996 cuando el "hijo predilecto" Bill Clinton era el candidato y ganó cada vez) hasta 2012, cuando los votantes de Arkansas seleccionaron una mayoría republicana de 21-14 en el Senado de Arkansas.
Otra excepción es Carolina del Norte. A pesar de que el estado ha votado por los republicanos en todas las elecciones presidenciales desde 1980 hasta 2004, la gobernación (hasta 2012), la legislatura (hasta 2010) y la mayoría de los cargos estatales, permanece bajo el control demócrata. La delegación del Congreso de Carolina del Norte fue fuertemente demócrata hasta 2012, cuando los republicanos tuvieron la oportunidad, después del censo de Estados Unidos de 2010, de adoptar un plan de redistribución de distritos de su elección. El gobernador titular es Roy Cooper, un demócrata.
En 1992, el gobernador de Arkansas, Bill Clinton, fue elegido presidente. Sin embargo, a diferencia de Carter, Clinton solo pudo ganar los estados sureños de Arkansas, Luisiana, Kentucky, Tennessee y Georgia. Mientras se postulaba para presidente, Clinton prometió "poner fin al bienestar tal como lo conocemos" mientras estaba en el cargo. En 1996, Clinton cumpliría su promesa de campaña y el objetivo republicano de larga data de una importante reforma del bienestar se hizo realidad. Después de que dos proyectos de ley de reforma del bienestar patrocinados por el Congreso controlado por los republicanos fueran vetados con éxito por el presidente, finalmente se llegó a un compromiso y el 22 de agosto de 1996 se promulgó la Ley de Responsabilidad Personal y Oportunidades Laborales.
Durante la presidencia de Clinton, la estrategia del sur cambió hacia la llamada "guerra cultural", que vio importantes batallas políticas entre la derecha religiosa y la izquierda secular. Sin embargo, los demócratas del sur todavía vieron y ven mucho apoyo a nivel local, y muchos de ellos no son tan progresistas como el partido demócrata en su conjunto. Las elecciones generales del sur en las que el demócrata está a la derecha del republicano todavía no son del todo desconocidas.
Chapman señala un voto dividido entre muchos demócratas sureños conservadores en las décadas de 1970 y 1980 que apoyaron a los demócratas conservadores locales y estatales mientras votaban simultáneamente por candidatos presidenciales republicanos. Esta tendencia de muchos blancos sureños a votar por el candidato presidencial republicano pero demócratas de otros cargos se prolongó hasta las elecciones intermedias de 2010. En las elecciones de noviembre de 2008, los demócratas ganaron 3 de 4 escaños en la Cámara de Estados Unidos en Misisipi, 3 de 4 en Arkansas, 5 de 9 en Tennessee, y lograron casi la paridad en las delegaciones de Georgia y Alabama. Sin embargo, casi todos los congresistas demócratas blancos del Sur perdieron la reelección en 2010. Ese año, los demócratas ganaron solo un escaño en la Cámara de Representantes de EE. UU. Cada uno en Alabama, Misisipi, Luisiana, Carolina del Sur y Arkansas, y dos de los nueve escaños de la Cámara en Tennessee, y perdieron su único escaño en Arkansas en 2012. Después de las elecciones de noviembre de 2010, John Barrow de Georgia quedó como el único miembro demócrata blanco de la Cámara de Representantes de los Estados Unidos en el sur profundo, y perdió la reelección en 2014. No habría otro hasta que Joe Cunningham fuera elegido para un distrito de Carolina del Sur en 2018. Los demócratas perdieron el control de Carolina del Norte y las legislaturas de Alabama en 2010, las legislaturas de Luisiana y Misisipi en 2011 y la legislatura de Arkansas en 2012. Además, en 2014, los demócratas perdieron cuatro escaños en el Senado de EE. UU. en el sur (en Virginia Occidental, Carolina del Norte, Arkansas y Luisiana) que tenían celebrado anteriormente. Actualmente, la mayoría de los escaños legislativos estatales o de la Cámara de Representantes de los Estados Unidos ocupados por demócratas en el sur se basan en distritos urbanos o de mayoría-minoría.
Sin embargo, incluso desde 2010, los demócratas no han sido completamente excluidos del poder en el Sur. El demócrata John Bel Edwards fue elegido gobernador de Luisiana en 2015, postulándose como un conservador antiabortista y a favor de las armas. En 2017, el demócrata moderado Doug Jones fue elegido senador de Alabama en una elección especial, rompiendo la racha de derrotas demócratas en Alabama. En 2019 vio algunos éxitos adicionales para los demócratas del sur, ya que ganaron el control de ambas cámaras de la Legislatura de Virginia, Andy Beshear fue elegido gobernador de Kentucky, derrotando por poco al titular republicano Matt Bevin, y Edwards ganó la reelección en Luisiana.

### 2009-presente
En 2009, los demócratas del sur controlaban ambas ramas de la Asamblea General de Alabama, la Asamblea General de Arkansas, la Asamblea General de Delaware, la Legislatura del Estado de Luisiana, la Asamblea General de Maryland, la Legislatura de Misisipi, la Asamblea General de Carolina del Norte y la Legislatura de Virginia Occidental, junto con el Consejo del Distrito de Columbia, la Cámara de Representantes de Kentucky y el Senado de Virginia. En 2017, los demócratas del sur todavía controlaban ambas ramas de la Asamblea General de Delaware y la Asamblea General de Maryland, junto con el Consejo del Distrito de Columbia. Sin embargo, habían perdido el control de las legislaturas estatales en Alabama, Arkansas, Luisiana, Misisipi, Carolina del Norte y Virginia Occidental.
Debido a la creciente urbanización y los cambios demográficos en muchos estados del sur, los demócratas más liberales han tenido éxito en el sur. En las elecciones de 2018, los demócratas casi lograron tomar los escaños de gobernador en Georgia y Florida, ganaron 12 escaños en la Cámara nacional en el sur y obtuvieron buenos resultados en las elecciones al Senado en Texas y Florida. La tendencia continuó en las elecciones de 2019, donde los demócratas tomaron ambas cámaras de la Asamblea General de Virginia, y en 2020 donde Joe Biden ganó Georgia, junto con Raphael Warnock y Jon Ossoff ganaron ambos escaños en el Senado en ese estado solo dos meses después.
Demócratas sureños destacados 
- Huey P. Long, gobernador de Luisiana y senador de EE. UU.[28]
- Ross Barnett, gobernador de Misisipi
- Earl Long, gobernador de Luisiana durante tres mandatos[29]
- Lloyd Bentsen, Representante y Senador de los Estados Unidos por Texas, Secretario del Tesoro y candidato demócrata a vicepresidente en 1988[30]
- Jefferson Davis, Representante y Senador de los Estados Unidos por Misisipi, Presidente de la Confederación[31]
- James O. Eastland, senador estadounidense de Misisipi[32]
- John R. Edwards, senador estadounidense de Carolina del Norte, candidato demócrata a la vicepresidencia en 2004, candidato presidencial demócrata en 2004 y 2008.[33]
- D. Robert Graham, senador de Florida y gobernador de Florida[34]
- Richard Russell, gobernador de Georgia y senador estadounidense de Georgia[35]
- Lawton Chiles, senador estadounidense por Florida y gobernador de Florida[36]
- Estes Kefauver, representante, senador estadounidense de Tennessee y candidato demócrata a la vicepresidencia en 1956[37]
- Lyndon B. Johnson, Representante de los Estados Unidos y Senador por Texas.Vicepresidente de los Estados Unidos (1961-1963) y Presidente de los Estados Unidos (1963-1969)[38]
- Jimmy Carter, gobernador de Georgia y presidente de los Estados Unidos (1977-1981)
- Bill Clinton, gobernador de Arkansas y Presidente de los Estados Unidos (1993-2001)[39]
- Al Gore, Representante y Senador de los Estados Unidos por Tennessee, Vicepresidente de los Estados Unidos (1993-2001) y candidato demócrata a la presidencia en 2000[40]
- Sam Ervin, senador estadounidense de Carolina del Norte
- Paul Patton, gobernador de Kentucky
- J. William Fulbright, Representante de Arkansas, Senador de los Estados Unidos de Arkansas y presidente del Comité de Relaciones Exteriores del Senado durante más tiempo[41][42]
- Sam Rayburn, congresista de Texas y Presidente de la Cámara de Representantes de EE. UU. con más tiempo en el cargo, fue el que más tiempo sirvió en la historia de la Cámara[43]
- Sam Nunn, senador estadounidense de Georgia[44]
- Max Cleland, senador estadounidense por Georgia[45]
- James Hovis Hodges, gobernador de Carolina del Sur
- Fritz Hollings, senador estadounidense de Carolina del Sur, gobernador de Carolina del Sur, candidato presidencial estadounidense en 1984[46]
- Olin D. Johnston, senador estadounidense de Carolina del Sur y gobernador de Carolina del Sur[47]
- James F. Byrnes, Secretario de Estado de EE. UU., Juez adjunto de la Corte Suprema de EE. UU., Representante, Senador de EE. UU., Gobernador de Carolina del Sur[48]
- John Stennis, senador estadounidense de Misisipi[49]
- John McClellan, Representante y Senador de los Estados Unidos por Arkansas[50]
- Spessard Holland, Senador de los Estados Unidos por Florida y Gobernador de Florida[51]
- Reubin Askew, gobernador de Florida y candidato presidencial de Estados Unidos en 1984
- Phil Bredesen, gobernador de Tennessee
- Kathleen Blanco, gobernadora de Luisiana
- Roy Barnes, gobernador de Georgia
- John Barrow, representante de Estados Unidos en Georgia[52]
- Blanche Lincoln, Representante y Senadora de los Estados Unidos por Arkansas
- Mark Pryor, senador estadounidense de Arkansas[53]
- David Pryor, representante, senador estadounidense de Arkansas y gobernador de Arkansas[54]
- Dale Bumpers, senador estadounidense de Arkansas y gobernador de Arkansas[55]
- Alben Barkley, Representante, Senador de Estados Unidos por Kentucky y Vicepresidente de Estados Unidos[56]
- Travis Childers, representante estadounidense de Misisipi[57]
- J. Bennett Johnston, senador estadounidense de Luisiana[58]
- Mary Landrieu, senadora estadounidense de Luisiana[59]
- John Breaux, Representante y Senador de los Estados Unidos por Luisiana[60]
- Edwin Edwards, representante y gobernador de Luisiana[61]
- Zell B. Miller, senador estadounidense de Georgia y gobernador de Georgia[62]
- Terry Sanford, senador estadounidense y gobernador de Carolina del Norte[63]
- Kay Hagan, senadora estadounidense de Carolina del Norte[64]
- Richard Shelby, representante, senador titular de Alabama (anteriormente demócrata, republicano desde 1994)[65]
- J. Strom Thurmond, senador estadounidense de Carolina del Sur y gobernador de Carolina del Sur (demócrata hasta 1964, luego republicano hasta la muerte), candidato de la derecha estatal (Dixiecrat) a la presidencia en 1948[66]
- Douglas Wilder, gobernador de Virginia, primer gobernador afroamericano elegido en los Estados Unidos, intentó postularse para la nominación presidencial demócrata en 1991, pero finalmente se retiró en 1992
- Ralph Yarborough, senador estadounidense de Texas[67]
- Sonny Perdue, gobernador de Georgia (una vez fue demócrata, ahora republicano)[68]
- Robert Byrd, Representante, Senador de los Estados Unidos por Virginia Occidental,[69] candidato presidencial, 1976[70][71]
- Bill Nelson, Representante, Senador de los Estados Unidos por Florida[72]
- Howell Heflin, senador de Alabama[73]
- Mike Beebe, gobernador de Arkansas
- George C. Wallace, gobernador de Alabama, candidato del Partido Independiente Estadounidense a la presidencia en 1968, se postuló para la nominación presidencial demócrata en 1972 y 1976
- Lester Maddox, gobernador de Georgia
- Joseph Manchin III, gobernador de Virginia Occidental, senador titular de Virginia Occidental y presidente de la Asociación de Gobernadores del Sur[74]
- Wendell Ford, gobernador y senador de Kentucky[75]
- Martin O'Malley, gobernador de Maryland
- AB "Happy" Chandler, gobernador y senador de Kentucky[76]
- Steve Beshear, gobernador de Kentucky
- Benjamin Tillman, gobernador y senador de Carolina del Sur[77]
- Martha Layne Collins, gobernadora de Kentucky y presidenta de la Convención Nacional Demócrata de 1984
- Jim Webb, senador estadounidense por Virginia y secretario de la Marina, candidato presidencial demócrata en 2016 (una vez republicano)
- Ben Chandler, fiscal general de Kentucky y congresista de Kentucky[78]
- Lawrence Patton McDonald, exrepresentante de Georgia[79]
- Bev Perdue, gobernador 73 de Carolina del Norte
- Tim Kaine, gobernador de Virginia, presidente del DNC, senador titular de Virginia por Virginia, también candidato demócrata a la vicepresidencia en 2016[80][81]
- John Bel Edwards, gobernador titular de Luisiana
- Roy Cooper, gobernador titular de Carolina del Norte[82]
- Ralph Northam, gobernador de Virginia[83]
- Doug Jones, exsenador estadounidense de Alabama[84]
- Raphael Warnock, actual senador estadounidense de Georgia[85]
- Jon Ossoff, actual senador estadounidense de Georgia[86]